# Kreuz und Adler
Kreuz und Adler («Cruz y Águila» en alemán) fue una organización católica pronazi fundada en 1933. Fue fundada por iniciativa del vicecanciller alemán, el católico Franz von Papen como medio para reconciliar la Alemania nazi y la Iglesia católica, que anteriormente se había mostrado hostil hacia los nazis. Fue fundada después del 28 de marzo de 1933, cuando la Iglesia dio fin a su prohibición de que los católicos fueran miembros del Partido Nazi.
La primera reunión de Kreuz und Adler tuvo lugar el 15 de junio de 1933. En ella, Von Papen hizo un llamamiento a sus seguidores a que apoyasen la superación del liberalismo y alabó al régimen nazi por ser la «contrarrevolución cristiana a 1789», en referencia a la Revolución Francesa, que estableció la secularización de la sociedad.
Kreuz und Adler se componía, en gran medida, de católicos alemanes de clase adinerada. Entre sus miembros se encontraban Otto Schilling, Theodor Brauer, Emil Ritter y Eugen Kogen.